# زالمنگا
زالمنگا (به لاتین: Zalemenga) یک منطقهٔ مسکونی در روسیه است که در استان آرخانگلسک واقع شده‌است.